# Four, Isère
Four este o comună în departamentul Isère din sud-estul Franței. În 2009 avea o populație de 1.053 de locuitori.

## Evoluția populației
| An        | 1975 | 1982 | 1990 | 1999 | 2006 | 2009  |
| --------- | ---- | ---- | ---- | ---- | ---- | ----- |
| Populație | 556  | 655  | 733  | 912  | 968  | 1.053 |